# Guaiacum
Guaiacum este un gen de plante din familia Zygophyllaceae ce conține arbori cu frunze opuse, cu nervuri perechi, flori albăstrui sau roșiatice. Fructul este o capsulă cărnoasă.
Cel mai cunoscut reprezentant al gemnului este Guaiacum officinale (guaiac). Acesta este un simbol național în Jamaica, iar Guaiacum sanctum este arbore național în Bahamas.
Lemnul de guaiac (Guaiacum officinale) are o greutate specifică de 1,55; este foarte dens, dur, se clivează greu și neregulat și are o culoare brună-verzuie. Încălzit, răspândește un miros plăcut, având multă rășină (25%-27%).

## Specii
- Guaiacum angustifolium Engelm.  (Texas, Nord-estul Mexicului)
- Guaiacum coulteri A.Gray  (Mexicul de Vest, Guatemala)
- Guaiacum officinale L.  ( Caraibe, Nordul Americii de Sud)
- Guaiacum sanctum L.  (Florida de sud, Bahamas, Sudul Mexicului, America Centrală, Antilele Mari)
- Guaiacum unijugum Brandegee  (Nordul Mexicului)[5][6][7]

### Specii plasate în trecut în acest gen
- Porlieria microphylla (Baill.) Descole et al. (ca G. microphyllum Baill.)
- Schotia afra (L.) Thunb. (ca G. afrum L.)[6]